# Qvik
A qvik a Magyar Nemzeti Bank Azonnali Fizetési Rendszerén (AFR) belüli fizetést biztosítja QR-kód beolvasása, fizetési kérelem jóváhagyása, NFC-alapú érintés, vagy mobilapplikáción belül linkre kattintás (deep link) segítségével. A qvik amellett hogy mind a vásárlások, mind a számlabefizetések esetén a bankkártyás rendszerekkel megegyező gyors és biztonságos fizetést tesz lehetővé, a fogyasztók számára ingyenes, a kereskedők számára pedig lényegesen olcsóbb, mint a korábban ismert fizetési módok. A qvik használata biztosítja a fizetés biztonságát, ugyanis a szolgáltatás rendszerét magyar cégek üzemeltetik és a felhasználók adatai is országhatáron belül maradnak.

## Név
A nemzetközi tapasztalatoknak megfelelően a fizetési mód megnevezésénél a tömörségre törekedtek, hiszen a hasonló pénzügyi fejlesztések elnevezésére számos másik országban is a tömörség jellemző: a svédek például Swish-nek, a svájciak Twintnek, a lengyelek Bliknek, a szlovének Fliknek, míg a brazilok Pixnek nevezik.
Végül 50 különböző névjavaslatból a qvik lett a kiválasztott. A kezdő „q” betű a várhatóan legnagyobb súlyt képviselő QR-kódon alapuló fizetési megoldásra utal, a vik pedig az angol quick (gyors) szó hangzásából ered, amely szó a fizetés gyorsaságára utal.
A névválasztás mögött feltehetőleg az eddigieken felül némi játékosság célzata is állhatott, hiszen a „q” betű kiejtett alakja a „vik” betűsorral egybeolvasva értelmes magyar szót ad ki: egy kis testű, hazánkban is honos bagolyfaj, a kuvik nevét.

## Aqviklétrehozása
A magyarországi elektronikus lakossági pénzforgalmi piacon kiemelkedően magas volt a piaci koncentráció: a forgalom több, mint kétharmadát a kártyahasználat adta. Konkurencia híján ez magas kártyahasználati díjat eredményezett a kereskedők és a vállalkozások számára. Ezt elemzések is megerősítették, melyek kimutatták, hogy az addig leginkább elterjedt elektronikus fizetési lehetőség, a kártyás fizetés biztosítása drága a kereskedőknek, különösen a kis-közepes vállalkozásoknak.
Az MNB stratégiai kérdésként kezelte, hogy a GIRO-val és a bankokkal együttműködve létrehozzon egy olyan magyar elektronikus fizetési megoldást, amely alternatívája, illetve versenytársa lesz a kártyás fizetésnek. A pénzügyi rendszer fejlesztésének eredményeként 2024. szeptember 1-én minden ügyfél számára ingyenesen elérhető lett az AFR-re épülő  qvik szolgáltatás. 
A Magyar Nemzeti Bank a qvik bevezetésével olcsó, biztonságos, az árazásában is versenyképes magyar alternatív fizetési lehetőséget teremtett. A qvik az ökoszisztéma kiépítésének már azon szakasza, melyben az átutalás alapú digitális fizetésekkel is találkoznak a fogyasztók a boltokban, az online térben. A qvik minden elemében magyar, ezzel erősíti Magyarország szuverenitását. A qvik rendszere további lendületet ad a magyarországi digitális átmenetnek és biztonságos. Az online fizetési csalások visszaszorítása pénzügyi stabilitási kérdés; a stabil, jól működő pénzügyi rendszer a gazdaság alapköve, amely előmozdítja a versenyképességet.
A qvik jelentős változást idéz elő a magyarországi pénzforgalmi piacon és nagymértékben átrendezi a korábbi erőviszonyokat, amelyek már középtávon pozitív hatással lehetnek a gazdaság versenyképességére. A qvik gyakorlatilag bármilyen fizetési helyzetben egy azonnali átutalás alapú digitális fizetés lehetőségét adja, amely az EU-ban elsőként Magyarországon válik a bankok számára kötelezővé.
Az MNB elektronikus pénzforgalmi stratégiájának fő célja, hogy 2030-ra a teljes gazdaságban lebonyolított összes tranzakciónak legalább a kétharmada elektronikus legyen.

## Aqvikhasználata
Az üzletek bejáratánál, a pénztárgépeken a korábbi fizetési módok mellett megjelent a jellegzetes azonnali fizetésre utaló márkajelzés, logó. Ez jelzi, hogy az adott helyen elérhető a qvik, az azonnali fizetés.
A fizetéshez csupán egy okostelefonra van szükség, amelyen minden hazai számlavezető pénzintézet applikációjának képesnek kell lennie kezelni a qvikes tranzakciót. A qvik használata során a kereskedő egy egyedi QR-kóddal, linkkel, NFC-vel vagy fizetési kérelemmel egy fizetési kérést küld a fizető félnek, a vevőnek, amely tartalmazza a fizetés adatait. A vevő a mobileszközének használatával jóváhagyja a fizetés adatait, majd ezt követően a kereskedő megkapja az összeget. A qvik fizetés az azonnali átutalás szabályai szerint teljesül.
Konkrétan az asztali (desktop) fizetés során a vásárló számára egy QR-kód kerül megjelenítésre, amelyet beolvasva automatikusan egy előre paraméterezett utalási képernyőre kerül átnavigálásra a mobilbanki applikációban. A tranzakciót ekkor a vevő egy gombnyomással jóvá is tudja hagyni. A lehetőség nemcsak a boltokban, hanem az internetes felületeken is elérhető lesz.
Mobillal történő fizetés során még kényelmesebb fizetési élmény biztosítható, ugyanis QR-kód beolvasása nélkül, azonnal a mobilbanki applikációba kerül átterelésre a vásárló, ahol már csak a jóváhagyásra van szükség.
Az NFC alapú fizetési megoldásnak köszönhetően a fizikai környezetben történő tranzakciók esetében az okostelefon érintésével már nem csak bankkártyával, hanem átutalással is kiegyenlíthetővé válnak a vásárlások.

## Aqvika kereskedőknél és a vállalkozóknál
A qvik használata nem különbözik a hagyományos kártyahasználattól, a folyamat viszont kikerüli a bankkártya-kibocsátó cégeket, és így az általuk felszámolt magasabb jutalékokat is. Ez azt jelenti, hogy a vevőnek a qvik ingyenes, a kártyahasználathoz hasonlóan, viszont a kereskedőnek, vállalkozásoknak jelentős költségcsökkentést jelent. Az előzetes számítások szerint a kereskedők és vállalkozások számára a kártyaelfogadásnál 10-20 bázisponttal lehet olcsóbb a qvik közvetítésű fizetések fogadása.
A qvik 2024-es indulásakor azoknál a kereskedőknél már lehetett fizetni QR-kód beolvasásával, ahol mobiltelefonos kártyaelfogadó terminál működött: a Raiffeisennek 4 ezer, az OTP-nek 2 ezer ilyen terminálja volt a rendszer indulásakor. Emellett az OTP 5 ezer online kereskedőjénél volt aktív qvik alapú fizetési lehetőség, további 15 ezer kereskedőjénél fokozatosan kínálta ezt a megoldást, 2025 elejétől pedig 160 ezer hagyományos POS-terminálon is tervezi bevezetni. 